# Ramusella pinifera
Ramusella pinifera är en kvalsterart som beskrevs av Sandór Mahunka 1988. Ramusella pinifera ingår i släktet Ramusella och familjen Oppiidae. Inga underarter finns listade i Catalogue of Life.